# Angel Fish
「Angel Fish」（エンゼル フィッシュ）は、声優の清水愛が出した1枚目のシングルである。品番はKICM-1077。カップリングは1983年に原田知世がリリースした「時をかける少女」のカバーである。

## 収録曲
1. Angel Fish 
  - 作詞：柚木美祐、作曲：小杉保夫
2. 時をかける少女
  - 作詞・作曲：松任谷由実
3. Angel Fish（Instrumental）
4. 時をかける少女（Instrumental）